# Стоян Сталев (революционер)
 Тази статия е за българския революционер.  За внука му дипломат вижте Стоян Сталев.  
Стоян Живков Сталев, наречен Московът, е български революционер, деец на Вътрешната македоно-одринска революционна организация.

## Биография
Стоян Сталев е роден на 18 януари 1884 година в Малко Търново, тогава в Османската империя в семейството на Живко и Кера Сталеви. Учи последователно в Малко Търново, Лозенград, Сяр и Казанлък, след което преподава в Маглаик (1898 - 1899) и Велика (1899 - 1902). Присъединява се към ВМОРО още в 1899 година, а от пролетта на 1903 година е секретар на Малкотърновския околийски революционен комитет. През Илинденско-Преображенското въстание е четник при Георги Кондолов. По-късно се установява да живее в София, където умира през 1953 година.
Жени се за Виктория Кондова (1884 – 1959) от видния български прилепски род Кондови. Негов син е видният български юрист Живко Сталев (1912 - 2008), а дъщеря - преводачката Лилия Сталева (1916 - 2006), а писателят Алек Попов му е правнук.